# Pic du Taillon
Pic du Taillon – szczyt w Pirenejach. Leży na granicy między Francją (departament Pireneje Wysokie) a Hiszpanią (prowincja Huesca, w regionie Aragonia). Należy do podgrupy Ordesa i Monte Perdido w Pirenejach Centralnych.
Pierwszego wejścia dokonał Vicente de Heredia w 1792 r.